# Чичик, Антон Григорьевич
Антон Григорьевич Чичик (23.10.1923 — 14.11.1944) — разведчик 344-й отдельной разведывательной роты 270-й стрелковой дивизии, сержант.

## Биография
Родился 23 октября 1923 года в селе Карагаш Тираспольский район, Одесский округ, Одесская губерния, Украинская ССР, СССР. Молдаванин.
В 1941 году был призван в Красную Армию. К 1943 году красноармеец Чичик — разведчик 344-й отдельной разведывательной роты 270-й стрелковой дивизии. Отличился в боях за освобождение Белоруссии и Прибалтики.
1 февраля 1944 года вблизи населенного пункта Наволоки в числе первых ворвался в расположение врага. В рукопашной схватке был ранен, но продолжал сражаться, пока первые траншеи не были очищены от противника, сразил несколько автоматчиков.
Приказом от 25 февраля 1944 года красноармеец Чичик Антон Григорьевич награждён орденом Славы 3-й степени.
12 июля 1944 года при захвате моста через реку Западная Двина у города Дрисса сержант Чичик первым поднялся в атаку, увлекая за собой бойцов отделения, из личного оружия сразил 4 противников. В последующем в районе населенного пункта Румнишки и близ озера Керасино, находясь в группе захвата, истребил 3 вражеских солдат и пленил офицера.
Приказом от 15 сентября 1944 года сержант Чичик Антон Григорьевич награждён орденом Славы 2-й степени.
4-8 октября 1944 года в наступательных боях в направлении населенных пунктов Жиляй, Грибишки, Даукши, Жидикай огнём из автомата и гранатами вывел из строя свыше 10 автоматчиков, пулеметный расчет, захватил «языка» с ценными документами. Был представлен к награждению орденом Славы 1-й степени.
14 ноября 1944 года в районе местечка Динсдурбе сержант Чичик, прикрывая отход разведгруппы, погиб в бою. Был похоронен в районе боя, позднее перезахоронен в братской могиле на воинском кладбище города Приекуле Лиепайского района Латвии.
Указом Президиума Верховного Совета СССР от 24 марта 1945 года за исключительное мужество, отвагу и бесстрашие, проявленные в боях с вражескими захватчиками, сержант Чичик Антон Григорьевич награждён орденом Славы 1-й степени. Стал полным кавалером ордена Славы.
Награждён орденами Красной Звезды, Славы 3-х степеней.
В с.Карагаш Слободзейского района Приднестровской Молдавской Республики (ПМР) его именем названа улица.